# Plectranthus mucosus
Plectranthus mucosus là một loài thực vật có hoa trong họ Hoa môi. Loài này được (Hayata) ined. miêu tả khoa học đầu tiên.